# Chambon (Gard)
Chambon  ist eine französische Gemeinde mit 262 Einwohnern (Stand 1. Januar 2022) im Département Gard in der Region Okzitanien. Sie gehört zum Kanton La Grand-Combe und zum Arrondissement Alès.

## Geografie
Das Dorf Chambon liegt im Tal des Luech.
Nachbargemeinden sind Sénéchas im Nordwesten, Génolhac im Norden, Malbosc im Nordosten, Peyremale im Osten, Portes im Südosten, La Vernarède und Chamborigaud im Südwesten und Génolhac im Westen.

## Bevölkerungsentwicklung

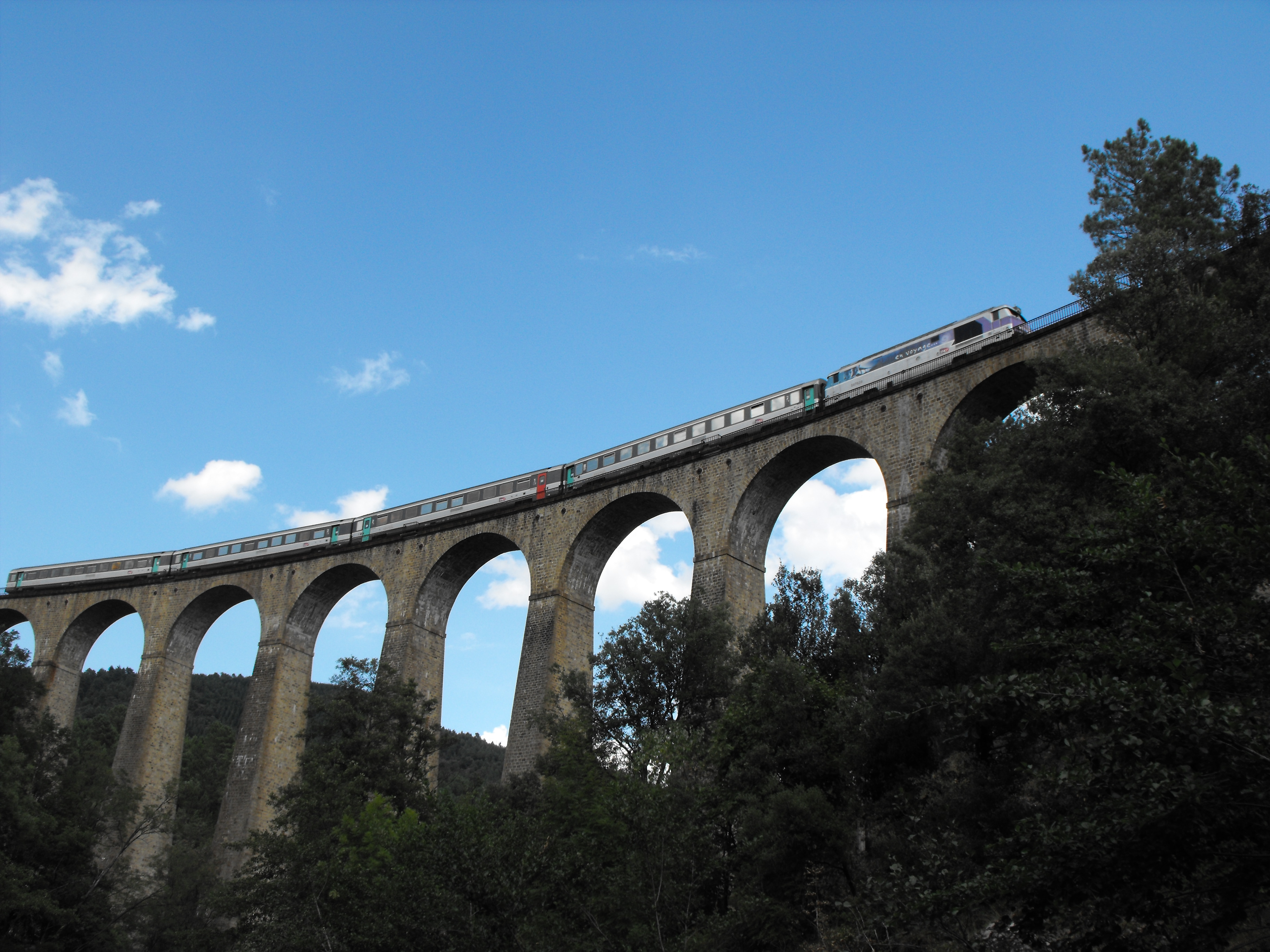
Der Viaduc de Chamborigaud zwischen Chambon und Chamborigaud, seit 1984 ein Monument historique

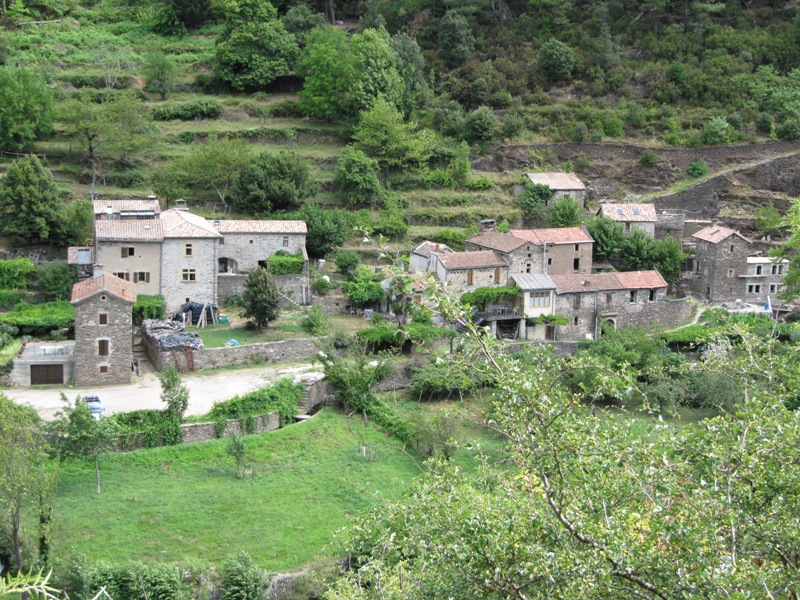
Das Bergdorf Chambon

| Jahr                       | 1962 | 1968 | 1975 | 1982 | 1990 | 1999 | 2006 | 2017 |
| Einwohner                  | 418  | 273  | 222  | 183  | 196  | 240  | 271  | 266  |
| Quellen: Cassini und INSEE |      |      |      |      |      |      |      |      |